# Lilly King
Pour les articles homonymes, voir King.
Lilly King, née le 10 février 1997 à Evansville, est une nageuse américaine spécialiste des épreuves de brasse.
Championne olympique du 100 m brasse en 2016 à Rio de Janeiro, elle devient championne du monde le 25 juillet 2017 à Budapest en battant le record du monde de la spécialité en 1 min 4 s 13.

## Carrière
King fait ses études à l'Université de l'Indiana à Bloomington et participe à des compétitions pour les Hoosiers de l'Indiana.
En 2016, alors qu'elle est en première année, elle devient championne universitaire sur le 100 yards brasse (56 s 85) et le 200 m brasse (2 min 3 s 59). Elle devient alors l'une des meilleures nageuses universitaire de l'histoire,.
La même année, Lilly King se qualifie pour les Jeux olympiques à Rio de Janeiro sur le 100 m et le 200 m brasse. Sur le 100 m brasse, elle remporte l'or en 1 min 4 s 93 en établissant un record olympique. Lors des demi-finales, Yuliya Efimova lui fait un doigt d'honneur dans la salle de repos, un événement dont elle parle à NBC Sports avec ces mots : « Tu fais un doigt d'honneur alors que tu as été prise pour dopage ? Je ne suis pas fan. » Sur le 200 m brasse, elle termine 15e lors des qualifications et se qualifie en demi. Lors des demi, elle finit 7e et ne se qualifie pas pour la finale.
Lors des Championnats du monde 2017, King remporte le 100 m brasse avec un record du monde en 1 min 4 s 13. Sa compatriote Katie Meili termine 2e tandis qu'Efimova termine seulement 3e alors qu'elle avait presque battu l'ancien record du monde lors de la demi-finale.
Le 11 septembre 2018, sa ville natale Evansville nomme son nouveau centre aquatique en son honneur pour la remercier de son aide pour la mise en place du projet.

## Palmarès

### Jeux olympiques
| Édition    | Épreuve             | Épreuve              | Épreuve                |
| Édition    | 100 m brasse        | 200 m brasse         | 4 × 100 m quatre nages |
| Rio 2016   | Or 1 min 4 s 93     | -                    | Or 3 min 53 s 13       |
| Tokyo 2020 | Bronze 1 min 5 s 54 | Argent 2 min 19 s 92 | Argent 3 min 51 s 73   |
| Paris 2024 | -                   | -                    | Or 3 min 49 s 63       |

### Championnats du monde
| Édition        | Épreuve        | Épreuve         | Épreuve          | Épreuve                | Épreuve                      |
| Édition        | 50 m brasse    | 100 m brasse    | 200 m brasse     | 4 × 100 m quatre nages | 4 × 100 m mixte quatre nages |
| Budapest 2017  | Or 29 s 40     | Or 1 min 4 s 13 | 4e               | Or 3 min 51 s 55       | Or 3 min 38 s 56             |
| Gwangju 2019   | Or 29 s 84     | Or 1 min 4 s 93 | Disqualifiée     | Or 3 min 50 s 40       | Argent 3 min 39 s 10         |
| Budapest 2022  | 7e             | 4e              | Or 2 min 22 s 41 | Or 3 min 53 s 78       | Or alignée en séries         |
| Fukuoka 2023   | Argent 29 s 94 | 4e              | 4e               | Or 3 min 52 s 08       | -                            |
| Singapour 2025 |                |                 |                  | Or alignée en séries   |                              |

## Records
| Course                      | Temps         | Lieu         | Date            | Notes |
| --------------------------- | ------------- | ------------ | --------------- | ----- |
| 50 m brasse (grand bassin)  | 29 s 40       | Budapest     | 30 juillet 2017 |       |
| 100 m brasse (grand bassin) | 1 min 4 s 13  | Budapest     | 25 juillet 2017 | RM    |
| 200 m brasse (grand bassin) | 2 min 21 s 83 | Indianapolis | 28 juin 2017    |       |